# Priston Tale
Priston Tale là game nhập vai trực tuyến nhiều người chơi (MMORPG) dựa trên các cuộc phiêu lưu trên vùng đất Priston huyền bí. Môi trường 3D cho phép thể hiện sinh động các chi tiết của nhân vật cũng như những biến đổi thực sự về độ cao, tạo cảm giác như xem một bộ phim hoạt hình 3D sinh động. Được công ty FPT tại Việt Nam du nhập và giới thiệu từ năm 2005. Sau quá trình 5 năm gắn bó. Cho đến 2010 đã chính thức đóng cửa tựa game này.
Camera trôi tự do cho phép quan sát 360 độ, các diễn biến trong game sẽ mang đến cho các người chơi cả một thế giới hiệu ứng và ấn tượng bùng nổ.
Trên hết, việc bổ sung hệ thống chuyển cấp (class change) sẽ phá vỡ sự đơn điệu của việc "lên level" thường thấy ở các game MMORPG khác. Hệ thống này sẽ giúp người chơi thoải mái hơn trong việc chọn lựa hướng đi riêng cho các nhân vật của mình.

## Tính năng

### Đồ hoạ 3D
Game "EVERQUEST" (do Sony Mỹ sản xuất), được đánh giá là game online hay nhất hiện nay trên nền 3D cũng không sử dụng hết sức mạnh của chính nền đồ họa 3D của mình. Nhưng PRISTON TALE đã nâng tính cạnh trang bằng việc đưa ra khái niệm 3D thực.
Nghĩa là khái niệm của PRISTON TALE ở mức cao hơn các game khác, và các gamer tha hồ tung hoành trong không gian đa chiều thực hơn, sinh động hơn mà trước đây không thể có được.

### Hành động
Priston Tale đã bổ sung các hiệu ứng về hình ảnh và âm thanh sống động trong các trận giao chiến thời gian thực nhằm tạo một sức lôi cuốn hơn cho từng người chơi. Bên cạnh đó, với giao diện trực quan, Priston Tale sẽ giới thiệu đến người chơi những gì hay nhất mà chưa một game MMORPG nào có được.
Game khai thác tối đa những lợi thế của môi trường 3D - khi nhân vật được trang bị thêm vũ khí hoặc áo giáp khác, thì không chỉ đồ họa của nhân vật thay đổi mà còn theo mỗi chuyển động của nhân vật. Hiệu ứng kỹ năng và phép thuật cũng rất linh hoạt, giúp cho người chơi có được cảm giác sống động và rất thực.
Nhằm tránh những cảnh săn quái thú đơn điệu, buồn tẻ, một hệ thống Party (Chơi tập thể) cho phép các nhân vật có thể kết hợp giúp đỡ nhau trong các trận giao chiến lớn. Ngoài ra, một hệ thống Item đặc biệt và khung hiển thị điểm mạnh/yếu của cả người chơi và quái thú sẽ giúp cho người chơi có được những cuộc chạm trán thú vị hơn. Điều này sẽ cuốn hút người chơi theo những hệ thống chiến đấu của thể loại game MMORPG ngay từ lúc đầu, nó buộc người chơi phải linh động thích ứng với những màn giao chiến không ngừng thay đổi.
Ngoài ra, các trận đánh liên tục trong Priston Tale sẽ buộc người chơi không thể ngừng tay.

### Điều khiển
Những người mới chơi đều có thể dễ dàng làm quen với game, vì các chuyển động của nhân vật, hoạt động buôn bán, trò chuyện và tấn công tất cả đều có thể điều khiển bằng chuột. Giao diện màn hình bố trí rất hợp lý giúp người chơi chỉ nhìn sơ cũng có thể quản lý HP, MP, STM, la bàn và XP. Đồng thời cửa sổ thông tin về nhân vật phía dưới được điều khiển qua một cái click chuột hoặc sử dụng shortcut. Chức năng trò chuyện và thì thầm để giao tiếp giữa người chơi được thiết kết cực kỳ đơn giản, dễ hiểu. Khả năng quan sát của camera rất rộng, bạn có thể thay đổi tầm nhìn của mình theo ý thích.

## Chế độ chơi

### Hệ thống chuyển cấp (Class change)
Class Change, hệ thống chuyển đổi đẳng cấp nhân vật, là một trong những tính năng thú vị và nổi bật nhất trong Priston Tale. Người mới tham gia chơi sẽ chọn khởi đầu bằng một trong 4 nhân vật thuộc mỗi dân tộc, rồi có thể dần dần nâng cấp lên từng hạng cao hơn. Mỗi lần thay đổi đẳng cấp sẽ cho phép người chơi học những quyền năng và thần chú mới. Sự phát triển của nhân vật sẽ thay đổi theo đẳng cấp. Trò chơi còn có một số tính năng chỉ dành riêng cho những đẳng cấp cao hơn, trong đó cung cấp rất nhiều phần thưởng khích lệ cho những nỗ lực nâng hạng.

### Kỹ năng và thần chú
Các nhân vật có thể học nhiều kỹ năng và thần chú khác nhau tùy theo đẳng cấp hiện có của mình. Mỗi đẳng cấp mà người chơi đạt tới sẽ có những quyền năng và thần chú riêng. Tất nhiên, muốn học được những phép thuật mạnh nhất, người chơi phải đạt được một số điều kiện tiên quyết như nâng cao đẳng cấp của nhân vật hoặc hoàn thành một nhiệm vụ tìm kiếm nào đó.
Nhân vật có thể học được các quyền năng và thần chú từ những Skill Master xuất hiện ở hầu hết làng và thành phố trong Priston Tale. Ngoài việc dạy thêm kỹ năng hay phép thuật mới, họ còn giúp nhân vật của bạn phát triển những kỹ năng đã học.
Thậm chí các nhân vật của cùng một đẳng cấp cũng có thể học những kỹ năng khác nhau, tạo cho mỗi nhân vật một phong cách riêng theo chủ định của người điều khiển chúng.
Priston Tale có 2 dòng nhân vật chủ Thuộc 2 trường phái:
Trường phái sức mạnh: Tempskron:
Gồm 6 dòng chiến binh chuyên dùng sức mạnh thể chất để trấn áp sức mạnh tàn ác. Họ có sức khỏe và bản năng hiếu chiến.
- Pikeman
- Fighter
- Archer
- Mechanician
- Assassin
- Martial

Trường phái phép thuật: Morion:
Gồm 5 dòng chiến binh. Trong đó có 3 dòng thuần pháp thuật và 2 dòng pha lẫn giữa pháp thuật và chiến binh.
- Priestess
- Magician
- Knight
- Atalanta
- Shaman

### Môi trường chiến đấu
Hệ thống các trận chiến trong Priston Tale bố trí theo một phong cách hành động thời gian thực.
Mỗi nhân vật được thiết kế để tự điều chỉnh phù hợp các chuyển động của mình với các vật dụng như vũ khí, giáp trụ. Vẻ ngoài của nhân vật cũng được tùy biến theo quyền năng và phép thuật có sẵn.
Hiệu ứng âm thanh và ánh sáng được sử dụng tối đa khiến tất cả hành động trở nên sống động hơn. Điều đó có nghĩa là người chơi sẽ cảm thấy sức hủy diệt rất thực nhờ hiệu ứng âm thanh và ánh sáng trên mỗi đòn tấn công.
Tất cả những hiệu ứng này diễn ra nhanh hơn bất kỳ trò chơi tương tự nào, vì thế người tham gia có thể dễ dàng cảm nhận được sự hấp dẫn và tốc độ của Priston Tale so với các game khác.

### Vũ khí và Trang bị
Priston Tale có một hệ thống trang bị rất thú vị và độc đáo, trong đó vũ khí và giáp trụ có thể được chuyên biệt hóa, pha trộn hoặc chuyển đổi thành những phiên bản mạnh hơn. Sử dụng các kỹ thuật pha trộn và nâng cấp này, mỗi nhân vật sẽ có thể tự xây dựng cho mình một bộ trang bị độc nhất vô nhị. Người chơi nhờ đó sẽ có cảm giác gắn kết hơn không chỉ với nhân vật mà còn cả với những vật dụng của họ.
Hệ thống tùy biến trang bị cho nhân vật này đã thay đổi hẳn cách trình bày truyền thống mà hầu hết game MMORPG áp dụng.

### Hệ thống Clan / Party
Mỗi Party là một tập hợp các nhân vật liên kết với nhau nhằm giành được ưu thế trong cuộc chiến với quái vật. Đội có thể bao gồm từ 2 đến 6 thành viên và số điểm thu về sẽ được chia đều cho các thành viên. Trong khi đó, Clan là một tập thể lớn và ổn định hơn, tạo nên một cộng đồng riêng. Điều này đem đến cho bản thân mỗi người cảm giác thuộc về một tổ chức mạnh và có trách nhiệm bảo vệ lẫn nhau.